# Nyctibora tenebrosa
Nyctibora tenebrosa es una especie de cucaracha del género Nyctibora, familia Ectobiidae. Fue descrita científicamente por Walker en 1868.
Habita en Venezuela, Guyana, Surinam, Guayana Francesa, Brasil y Perú.